# Żyła nieparzysta

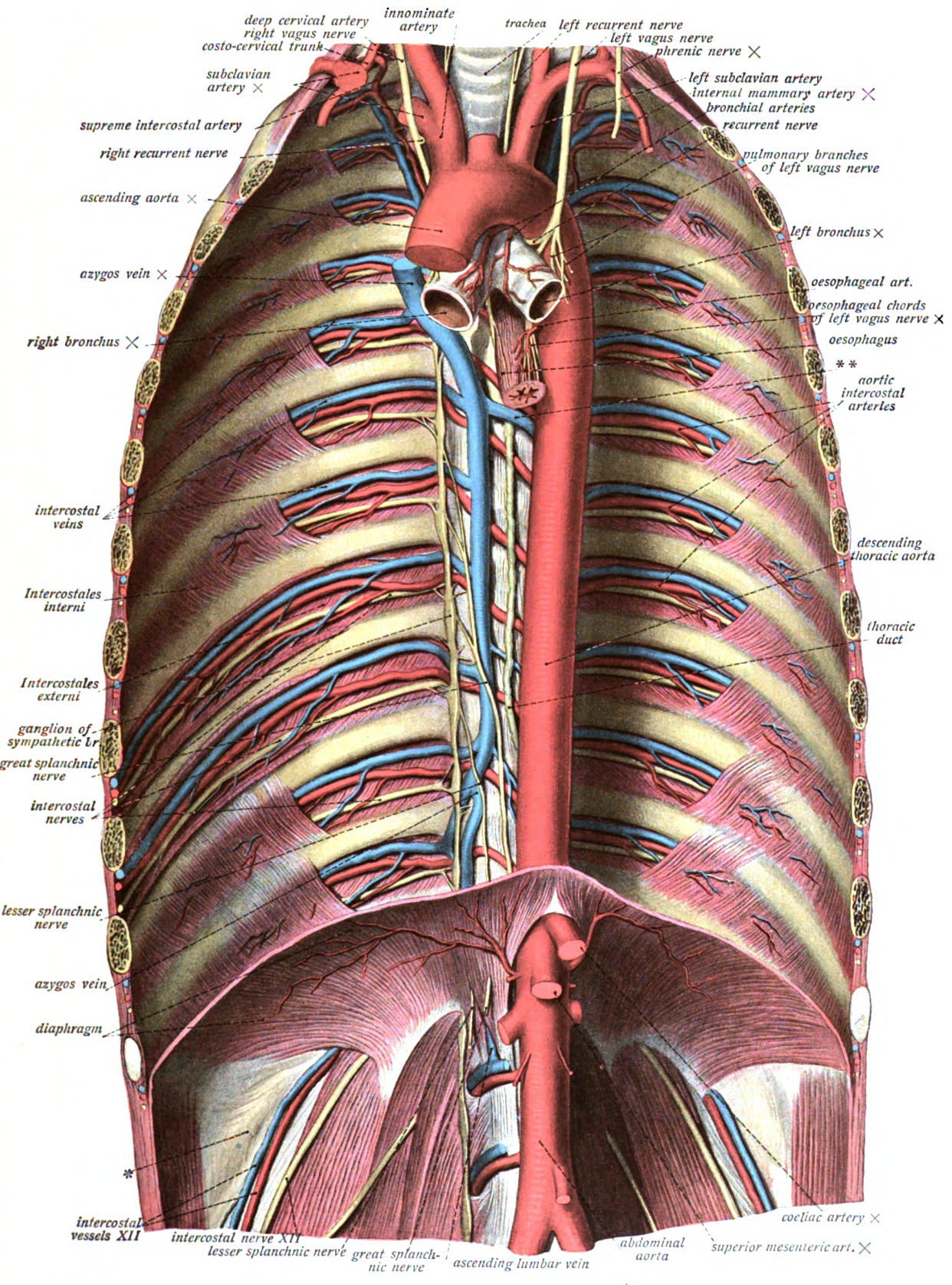
Układ żył nieparzystych (widok od przodu na tylną ścianę klatki piersiowej po usunięciu przepony)

Żyła nieparzysta (łac. vena azygos) – w anatomii człowieka naczynie żylne, które powstaje z połączenia korzenia zewnętrznego wytwarzanego przez żyłę lędźwiową wstępującą prawą i korzenia wewnętrznego wytwarzanego przez połączenie odchodzące od żyły głównej dolnej lub od żyły nerkowej prawej i uchodzi do żyły głównej górnej. 
Nazwa żyła nieparzysta pochodzi z prac rzymskiego lekarza Galena. 

## Przebieg
Żyła nieparzysta rozpoczyna się nad przeponą powstając z połączenia dwóch korzeni – stałego korzenia zewnętrznego wytwarzanego przez żyłę lędźwiową wstępującą prawą i niestałego korzenia wewnętrznego wytwarzanego przez połączenie odchodzące od żyły głównej dolnej na wysokości drugiego kręgu lędźwiowego lub od żyły nerkowej prawej. Korzeń zewnętrzny wchodzi do klatki piersiowej przez szczelinę przyśrodkową odnogi prawej części lędźwiowej przepony razem z nerwem trzewnym większym. Żyła nieparzysta biegnie prawostronnie z dołu do góry po przednio-bocznej powierzchni kręgów piersiowych do wysokości IV lub V kręgu piersiowego po czym zatacza łuk nad korzeniem płuca prawego i powyżej osierdzia uchodzi do żyły głównej górnej. Długość żyły nieparzystej przeciętnie wynosi około 20–25 cm natomiast średnica żyły na dole wynosi około 3–4 mm i wzrasta do około 10–12 mm.

## Położenie
Żyła nieparzysta położona jest w klatce piersiowej:
- powierzchnia przednia znajduje się na trzonach kręgów piersiowych
- powierzchnia tylna krzyżowana jest przez tętnice międzyżebrowe prawe i sąsiaduje z przełykiem oddzielona od niego zachyłkiem śródpiersiowo-kręgowym opłucnej
- powierzchnia boczna pokryta jest opłucną ścienną
- powierzchnia przyśrodkowa sąsiaduje z przewodem piersiowym oraz aortą piersiową

## Dopływy
- żyła międzyżebrowa górna prawa
- żyła nieparzysta krótka
- żyła nieparzysta krótka dodatkowa
- żyła podżebrowa[2][6]
- żyły przełykowe
- żyły oskrzelowe
- żyły osierdziowe
- żyły śródpiersiowe
- żyły przeponowe górne
- żyła lędźwiowa wstępującą
- żyła podżebrowa prawa
- żyły międzyżebrowe tylne (IV – XI)

## Odmiany
- zastawki żyły nieparzystej mogą być niedomykalne[7]
- żyła nieparzysta może uchodzić do prawego przedsionka serca[7]

## Zespolenia
- żyła nieparzysta zespala żyłę główną górną z żyłą główną dolną[8].
- żyła pachowa poprzez żyły międzyżebrowe tylne i żyły żebrowo-pachowe[9].
- sploty żylne kręgowe zewnętrzne poprzez żyły międzyżebrowe tylne i gałęzie grzbietowe[2]
- sploty żylne kręgowe wewnętrzne poprzez żyły międzyżebrowe tylne i gałęzie grzbietowe[2]

## Zastawki
Żyła nieparzysta posiada zastawki położone w łuku w odległości 5 – 30 mm od ujścia.